# Mesnil-Mauger
Mesnil-Mauger é uma comuna francesa na região administrativa da Normandia, no departamento de Sena Marítimo. Estende-se por uma área de 8,28 km². Em 2010 a comuna tinha 250 habitantes (densidade: 30,2 hab./km²).